# Кикибо
Кикибо (груз. კიკიბო) — село в Грузии, на территории Адигенского муниципалитета края (мхаре) Самцхе-Джавахети.

## География
Село находится в южной части Грузии, на левом берегу реки Кваблиани, на расстоянии 16 километров (по прямой) к северо-западу от посёлка городского типа Адигени, административного центра муниципалитета. Абсолютная высота — 1504 метра над уровнем моря.

## Население
По результатам официальной переписи населения 2014 года, в Кикибо проживало 53 человека (26 мужчин и 27 женщин). В национальной структуре населения грузины составляли 100 %.
| Год  | Население, человек |
| ---- | ------------------ |
| 2002 | 86                 |
| 2014 | ↘ 53               |